# Nandito ako
Nandito Ako è una compilation della cantante messicana Thalía, pubblicato nel 1997 esclusivamente per le Filippine. 
L'album contiene le versioni in Tagalog di alcune hit della cantante.

## Tracce
1. Nandito Ako
2. I found your love (Gracias a Dios)
3. Tender Kisses
4. Maria Taga-Barrio (Maria la del barrio)
5. Tell Me
6. Chika Lang (El venao)
7. You Are Still On My Mind (Quiero hacerte el amor)
8. Amandote (remix)
9. Hey It's me
10. Juana (tagalog version)
11. Marimar